# 彦根藩

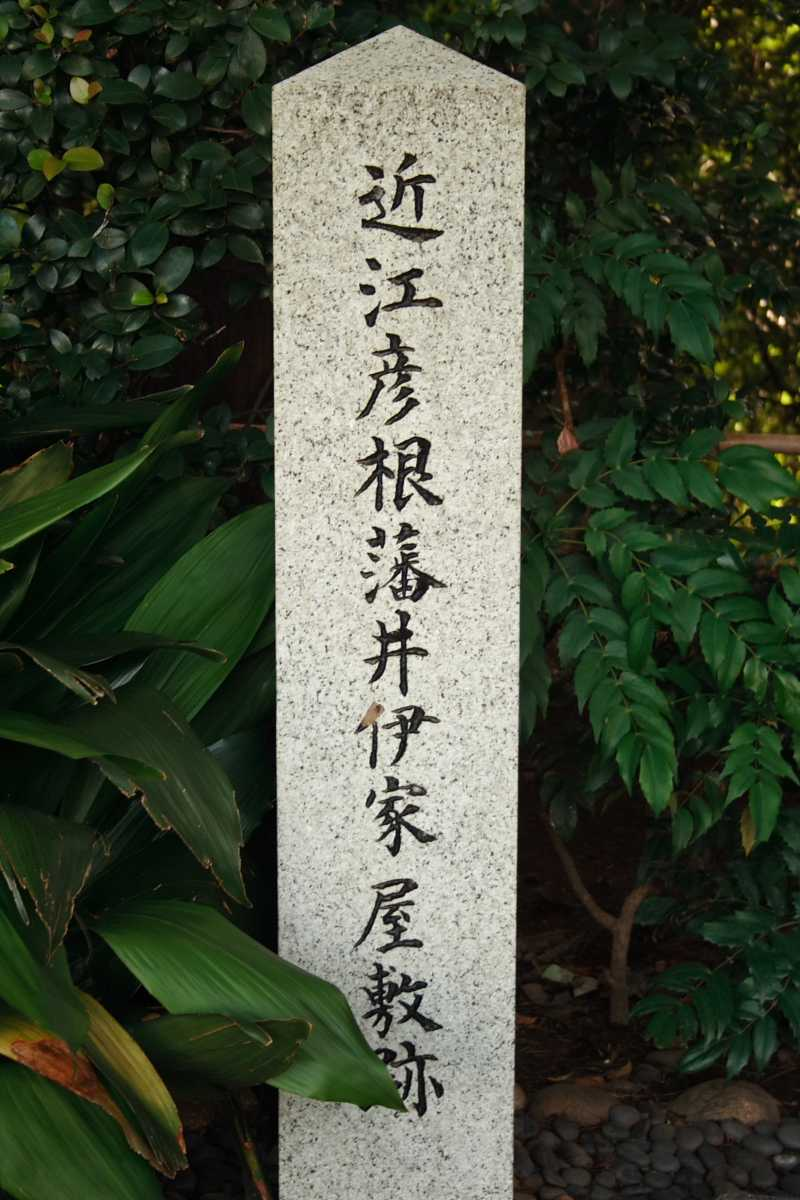
近江彦根藩井伊家屋敷跡（東京都千代田区）の石碑

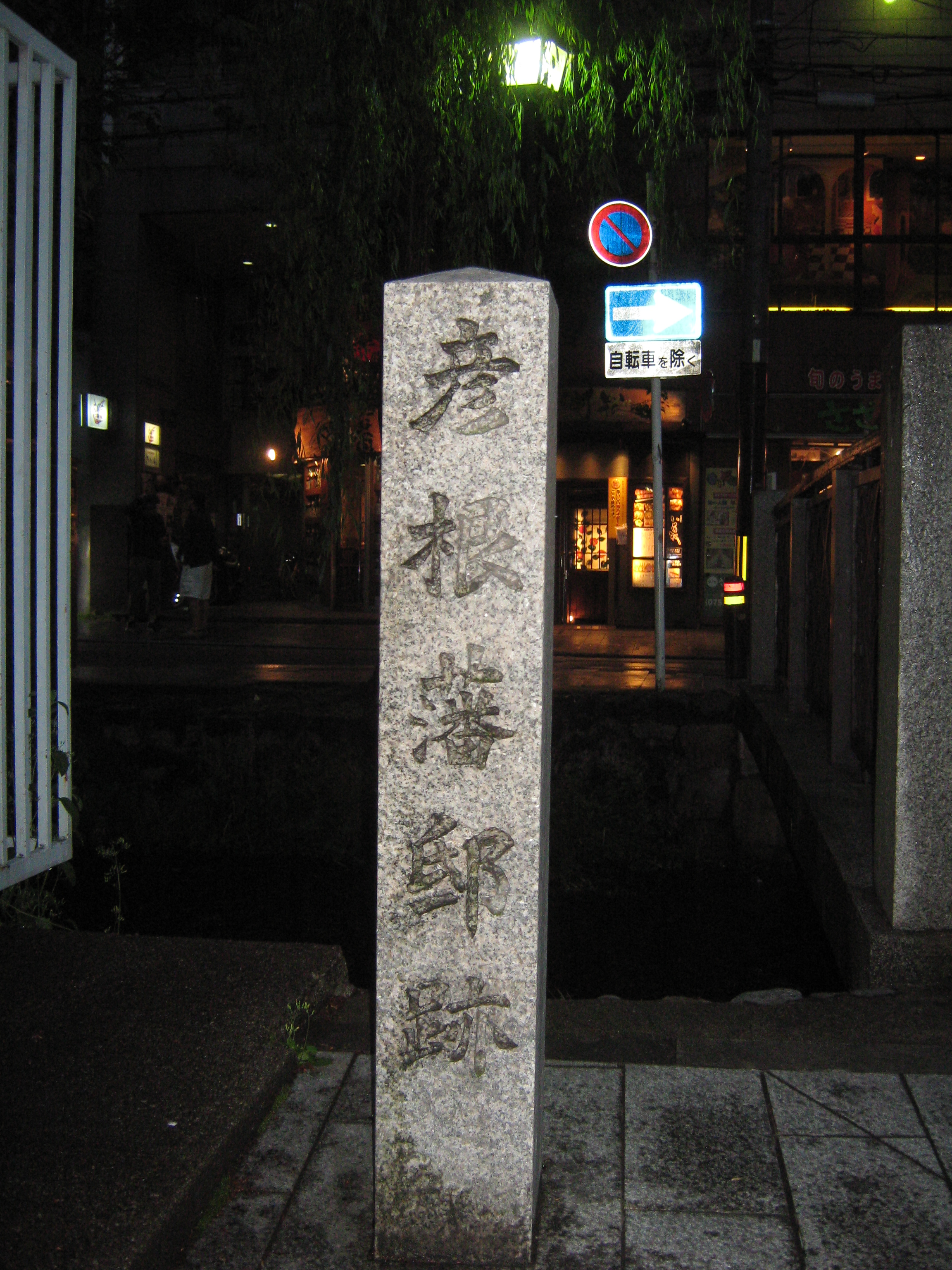
彦根藩邸址、京都市中京区木屋町

彦根藩（ひこねはん）は、近江国犬上郡など近江国の北部を領有した藩。藩庁は彦根城（滋賀県彦根市）に置かれた（入封当初は佐和山城）。藩主は譜代大名筆頭の井伊家。支藩として一時、彦根新田藩があった。

## 略史
慶長5年（1600年）、上野高崎城主で12万石を領していた徳川四天王の1人・井伊直政が関ヶ原の戦いの戦功により18万石に加増され、石田三成の居城であった佐和山城に入封して佐和山藩を立藩した。直政は賊将・石田三成の居城を嫌い、琵琶湖の湖岸の磯山に新城建設を計画したが、建設に着手する前に戦傷が元で慶長7年（1602年）に死去した。嫡男直継（直勝）が相続すると現在彦根城が存在する彦根山に新城の建設が開始され、慶長11年（1606年）完成し彦根城に入城した。
元和元年（1615年）、直継は病弱で大坂の陣に参陣出来なかったことを理由に、直勝と名を改め上野安中藩に3万石を分知され移封となった。代わって参陣し活躍した弟の直孝が藩主となった。この時点で直継の2代藩主としての履歴は抹消され、直孝を2代とした（後述）。
井伊氏は元々遠江の没落した国人の家で、直政は徳川家康の信任を受けて新参ながら徳川家の重臣の一人に列した。その過程で滅亡した武田氏の旧臣を付けられたり「（御）付人」と称される家康の命で徳川家の旗本から直政の寄騎を経て井伊家の家臣に編入された家臣を付けられたりと、家康の意向を反映する形で家臣団の充実が図られた。反面、初期の藩の人事は家康の許可を必要とし、付人の中には同じ徳川家臣のはずの直政の家臣となることで陪臣扱いをされることに不満を抱いて出奔する者もいた。直政が死去すると、跡を継いだ直継（直勝）と付人の対立や付人同士の対立などで藩政は混乱し、家康は家臣を統制しきれない直継を当主としての器量がないと判断して、病弱を名目に藩主の差替を図ったと考えられている。直孝の下で藩政の混乱は収拾され、井伊家中に残った付人は彦根藩の重臣層を形成することになる。重臣のうち、木俣・庵原・三浦の三家は幼少期の直政を保護した新野親矩の娘婿である。
直孝は幕閣の中枢としての活躍を認められ、元和元年・元和3年（1617年）・寛永10年（1633年）の3度にわたりそれぞれ5万石の加増がなされた。よって30万石の大封を得る大大名となった。さらに幕府領の城付米預かりとして5万俵（知行高換算5万石）を付与され、35万石の格式を得るに至った。
彦根藩井伊家は幕閣の中枢を成し、酒井雅楽頭家・本多家など譜代有力大名が転封を繰り返す中、一度の転封もなく石高も譜代大名中最高であった。江戸城内の伺候席は会津松平家・高松松平家と共に将軍の執務空間である「奥」に最も近く、臣下に与えられた最高の席であった「溜間」である。また、直興・直幸・直亮・直弼と4代5度（直興が2度就任。直孝・直澄が大老になったかどうかは諸説ある。詳細は大政参与の項を参照）の大老職に就いた。文字通り譜代筆頭と言えよう。
歴代藩主の中で最も有名なのが、幕末に藩主となった直弼である。嘉永3年（1850年）、兄直亮の死去により藩主となった。13代将軍徳川家定の将軍継嗣問題で南紀派に属し、一橋慶喜ら一橋派と対立し徳川家茂の14代将軍就任に貢献する。安政5年（1858年）に大老に就き、勅許を得ず日米修好通商条約に調印、これを口実として詰問に出た旧一橋派要人を隠居させ、併せて言論人への死罪等を含む安政の大獄といわれる強権の発動を行った。結果、反発を招き、万延元年（1860年）に桜田門外の変で水戸藩浪士らに暗殺された。同年、藩主に就いた次男の直憲は、文久2年（1862年）に直弼の罪を問われ10万石を減封され、さらに預かり地5万石も没収された。
元治元年（1864年）、禁門の変での功により旧領のうち3万石を回復する。また天誅組の変・天狗党の乱・長州征討にも参戦し、幕府の軍事活動に協力した。しかし長州との戦いでは旧式の軍制・装備などが災いし大敗した。この時点では幕府内では旧一橋派が主導権を持っており、桜田門外の変以降の彦根藩への報われない扱いを彼らの報復と意識したことが、大政奉還以降の薩長新政府支持へ繋がったともいわれている。
慶応3年（1867年）、大政奉還後は譜代筆頭にもかかわらず新政府側に藩論を転向させた。翌慶応4年（1868年）の鳥羽・伏見の戦いでは、家老岡本半介は旧幕府軍と共に大坂城に詰めたが、藩兵の主力は東寺近くにある四塚や大津で薩長の後方支援にあたり、大垣藩への出兵に際しては先鋒となった。戊辰戦争では明治政府に加わって小山や本宮など各地を転戦、近藤勇の捕縛にもあたった。戦功により賞典禄2万石を朝廷から拝領している。
明治4年（1871年）、廃藩置県により彦根県となった。後、長浜県・犬上県を経て滋賀県に編入された。
明治17年（1884年）、井伊家は伯爵となり華族に列した。

## 藩邸および江戸での菩提寺
慶応年間の江戸藩邸の所在は桜田門外に上屋敷、赤坂喰違に中屋敷、八丁堀と千駄ヶ谷の2か所に下屋敷があった。また京都河原町三条下がるに京都藩邸、大坂過書町に大坂藩邸蔵屋敷があった。
なお、江戸で藩主や藩士が死去した際に使用する菩提寺は世田谷の豪徳寺である。

## 歴代藩主井伊家
譜代 18万石→15万石→20万石→25万石→30万石（35万石格）→20万石→23万石（1600年 - 1871年）
1. 直政 18万石
2. 直継 →安中藩へ （歴代に数えない場合も多い)。
3. 直孝 15万石→20万石→25万石→30万石（35万石格）
4. 直澄
5. 直興
6. 直通
7. 直恒
8. 直治のち直該 5代・直興が再封
9. 直惟
10. 直定
11. 直禔
12. 直定
13. 直幸
14. 直中
15. 直亮
16. 直弼
17. 直憲 30万石→20万石→23万石

### 諸説ある歴代の数え方
『新修彦根市史2巻 通史編近世』（2008年）66頁では、井伊直継を2代藩主としている。しかし、直継は安中藩初代であることから、それまで慣習的に彦根藩主には数えてこなかった。そのため、彦根城博物館では、「当主」という表現を使い、直継を数えない代数を使っている（例；井伊直弼 13代当主）。

## 彦根新田藩
彦根新田藩（ひこねしんでんはん）は、江戸時代中期の正徳4年（1714年）より享保19年（1734年）まで存した彦根藩の支藩である。直興の十四男・直定が1万石を分与され立藩した。享保17年（1732年）、直定は奏者番に就任している。直定が兄で9代藩主の直惟の養嗣子となったため廃藩となった。直定はその後、彦根藩の10代・12代（再封）藩主となっている。

## 家臣
- 実線は実子、点線は養子、太字は当主。

## 幕末の領地
- 近江国
  - 愛知郡のうち - 53村
  - 犬上郡のうち - 122村（残部は寺社領でありほぼ全域）
  - 坂田郡のうち - 130村（大部分）
  - 浅井郡のうち - 18村（うち10村を朝日山藩に編入）
  - 伊香郡のうち - 26村
- 下野国
  - 安蘇郡のうち - 15村
- 武蔵国
  - 荏原郡のうち - 10村
  - 多摩郡のうち - 9村

上記のほか、明治維新後に千島国択捉郡および日高国沙流郡の一部を管轄した。また、蒲生郡7村、神崎郡1村（以上は大津県に編入）、愛知郡21村（うち11村を大津県に編入）、坂田郡5村、浅井郡24村（うち19村を朝日山藩に編入）、伊香郡13村（大津県に編入）の幕府領を預かり、他の藩・県に編入された村以外は本藩に編入された。